# Indianapolis 500 1923

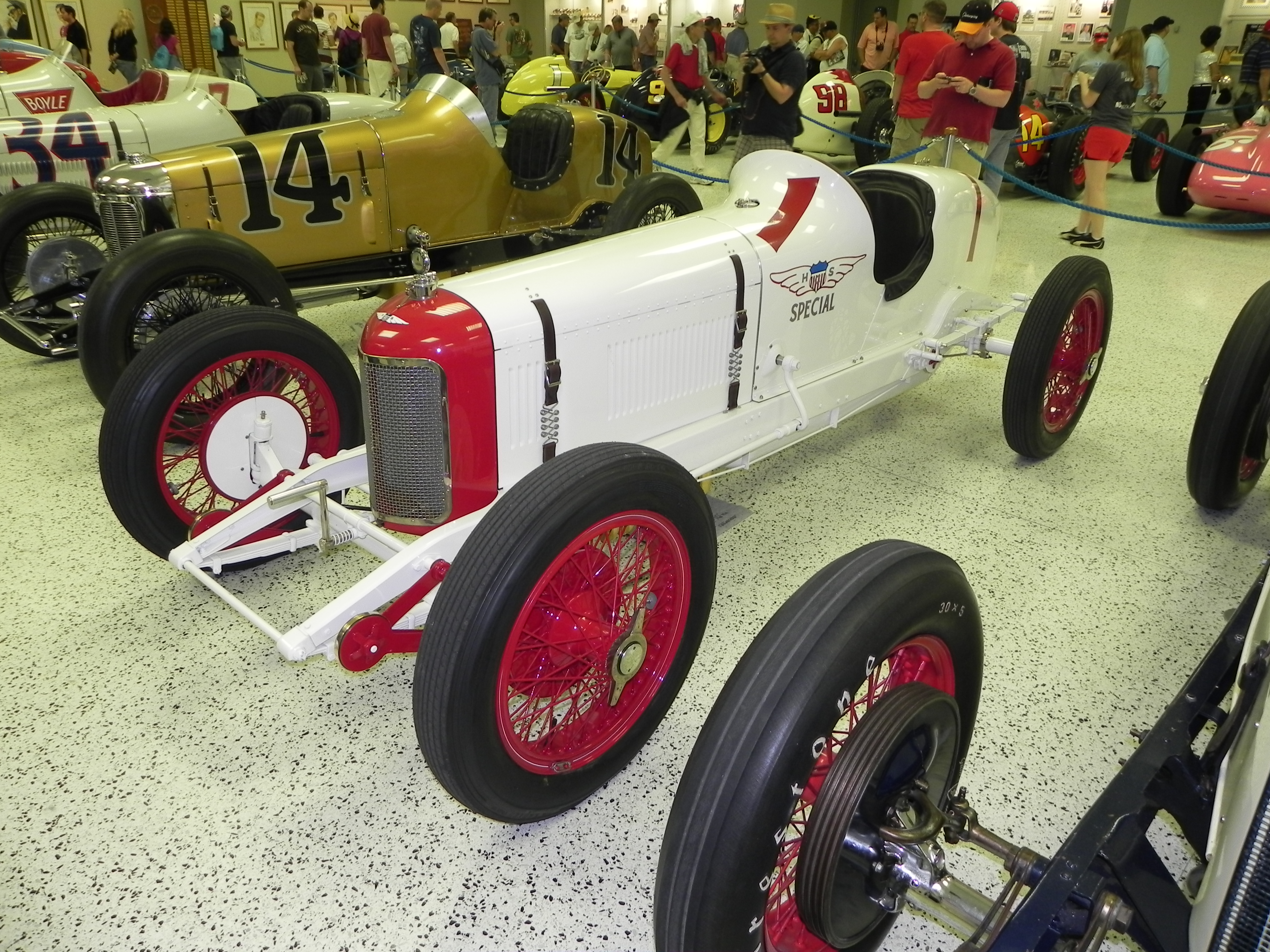
Ein HCS/Miller, das Siegerauto von Tommy Milton

Das 11. Indianapolis 500 (offiziell 11th 500 Mile International Sweepstakes Race) auf dem Indianapolis Motor Speedway fand am 30. Mai 1923 statt.

## Das Rennen

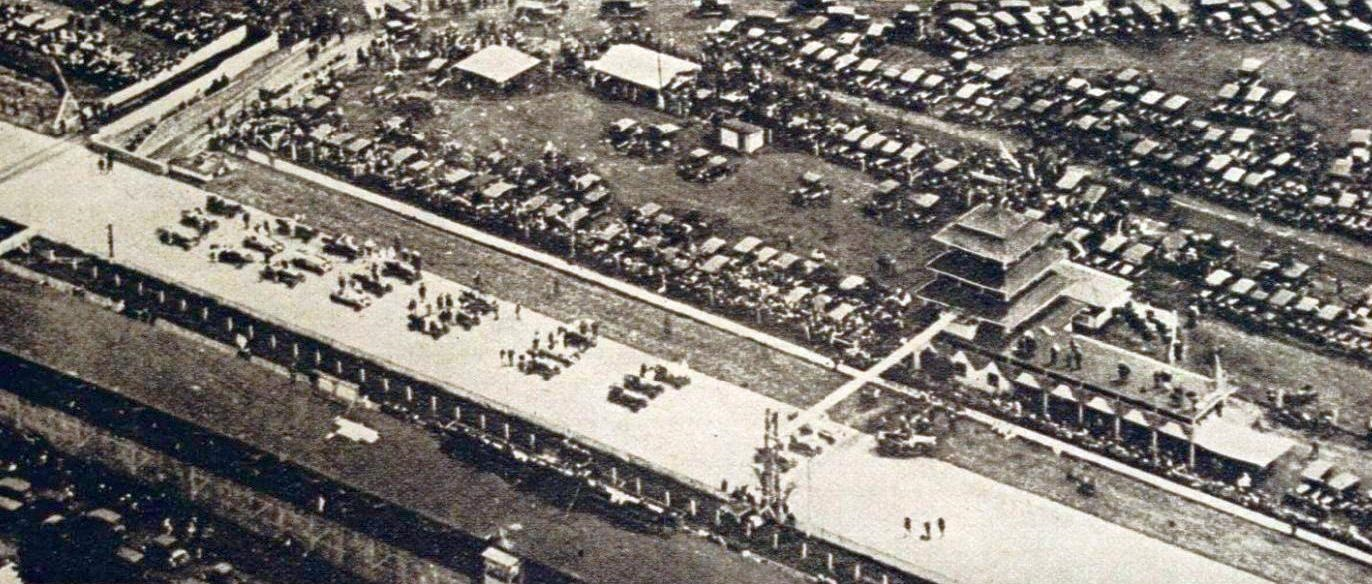
Die Startaufstellung 1923

Das Rennen ging über eine Distanz von 200 Runden à 4,023 km, was einer Gesamtdistanz von 804,672 km entspricht. Aus der Pole-Position startete Tommy Milton mit einer Vierrunden-Durchschnittszeit von 5:32.81 Min. oder 108,170 mph (174,083 km/h). Das Rennen war der dritte Lauf zur AAA-Saison 1923.
Nach seinem ersten Sieg im Jahr 1921 ging Tommy Milton als erster mehrfache Gewinner des Indianapolis 500 in die Geschichtsbücher ein. Howdy Wilcox, der Gewinner von 1919, fuhr in den Runden 103–151 als Ersatzfahrer für Milton. Während der Pause musste Milton seine Hände wegen Blasen verarzten lassen und die durchgescheuerten Schuhe wechseln. Leider verunglückte in der 22. Runde Tom Alley, als Ersatzfahrer von Earl Cooper, auf der Gegengerade. Er durchbrach die Mauer und tötete dabei einen 16-jährigen Zuschauer. Alley und zwei weitere Zuschauer wurden ebenfalls verletzt.

## Ergebnisse

### Startaufstellung
| Reihe | Innen             | Mitte                    | Außen             |
| ----- | ----------------- | ------------------------ | ----------------- |
| 1     | Tommy Milton      | Harry Hartz              | Dario Resta       |
| 2     | Martín de Álzaga  | Louis Zborowski          | Pierre de Vizcaya |
| 3     | Lora Corum        | Howdy Wilcox             | Jimmy Murphy      |
| 4     | Cliff Durant      | Ralph DePalma            | Earl Cooper       |
| 5     | Joe Boyer         | Eddie Hearne             | Christian Werner  |
| 6     | Frank Elliott     | Christian Lautenschlager | Bennett Hill      |
| 7     | Harlan Fengler    | Max Sailer               | Leon Duray        |
| 8     | Prince de Cystria | Raúl Riganti             | Wade Morton       |

### Schlussklassement
| Pos. | Nr. | Fahrer                                                                               | Chassis    | Motor       | Zeit/Rückstand             | Qualifikation ø 4 Rd. mph | Start |
| ---- | --- | ------------------------------------------------------------------------------------ | ---------- | ----------- | -------------------------- | ------------------------- | ----- |
| 1    | 1   | Tommy Milton (W) abgelöst Howdy Wilcox (Rd. 103 – 151)                               | Miller     | Miller      | 5:29:50.17 Std. 90,954 mph | 108,170                   | 1     |
| 2    | 7   | Harry Hartz                                                                          | Miller     | Miller      | 200 Rd.                    | 103,700                   | 2     |
| 3    | 5   | Jimmy Murphy (W)                                                                     | Miller     | Miller      | 200                        | 104,050                   | 9     |
| 4    | 6   | Eddie Hearne abgelöst Earl Cooper (Rd. 88–200)                                       | Miller     | Miller      | 200                        | 97,300                    | 14    |
| 5    | 23  | L. L. Corum                                                                          | Ford T     | Fronty-Ford | 200                        | 86,650                    | 7     |
| 6    | 31  | Frank Elliott                                                                        | Miller     | Miller      | 200                        | 93,250                    | 16    |
| 7    | 8   | Cliff Durant                                                                         | Miller     | Miller      | 200                        | 102,650                   | 10    |
| 8    | 15  | Max Sailer (R)                                                                       | Mercedes   | Mercedes    | 200                        | 90,550                    | 20    |
| 9    | 19  | Prince de Cystria (R)                                                                | Bugatti    | Bugatti     | 200                        | 88,900                    | 22    |
| 10   | 34  | Wade Morton (R)                                                                      | Duesenberg | Duesenberg  | 200                        | 88,000                    | 24    |
| 11   | 16  | Christian Werner (R)                                                                 | Mercedes   | Mercedes    | 200                        | 95,200                    | 15    |
| 12   | 18  | Pierre de Vizcaya (R)                                                                | Bugatti    | Bugatti     | 165 (Defekt)               | 90,300                    | 6     |
| 13   | 28  | Leon Duray abgelöst Lou Wilson (Rd. 133–136)                                         | Miller     | Miller      | 136 (Defekt)               | 89,900                    | 21    |
| 14   | 4   | Dario Resta (W) abgelöst Ernie Ansterburg (Rd. 71–80) abgelöst Joe Boyer (Rd. 81–88) | Packard    | Packard     | 88 (Differenzial)          | 98,020                    | 3     |
| 15   | 2   | Ralph DePalma (W)                                                                    | Packard    | Packard     | 69 (Motor)                 | 100,420                   | 11    |
| 16   | 26  | Harlan Fengler (R) abgelöst Lou Wilson (Rd. 46–69)                                   | Miller     | Miller      | 69 (Defekt)                | 90,750                    | 19    |
| 17   | 25  | Howdy Wilcox (W)                                                                     | Miller     | Miller      | 60 (Kupplung)              | 81,000                    | 8     |
| 18   | 3   | Joe Boyer                                                                            | Packard    | Packard     | 59 (Differenzial)          | 98,800                    | 13    |
| 19   | 35  | Bennett Hill abgelöst Martín de Álzaga (Rd. 30–44)                                   | Miller     | Miller      | 44 (Kurbelwelle)           | 91,200                    | 18    |
| 20   | 27  | Louis Zborowski (R)                                                                  | Bugatti    | Bugatti     | 41 (Defekt)                | 91,800                    | 5     |
| 21   | 29  | Earl Cooper abgelöst Tom Alley (Rd. 2–21)                                            | Miller     | Miller      | 21 (Unfall)                | 99,400                    | 12    |
| 22   | 22  | Raúl Riganti (R)                                                                     | Bugatti    | Bugatti     | 19 (Defekt)                | 95,300                    | 23    |
| 23   | 14  | Christian Lautenschlager (R)                                                         | Mercedes   | Mercedes    | 14 (Unfall)                | 93,200                    | 17    |
| 24   | 21  | Martín de Álzaga (R)                                                                 | Bugatti    | Bugatti     | 6 (Defekt)                 | 92,900                    | 4     |

(W)=früherer Gewinner / (R)=Rookie / alle Starter auf Firestone-Reifen

### Führungsrunden
| Fahrer       | Anzahl |
| ------------ | ------ |
| Tommy Milton | 128    |
| Howdy Wilcox | 51     |
| Jimmy Murphy | 11     |
| Harry Hartz  | 6      |
| Cliff Durant | 4      |